# Fosphénytoïne
La fosphénytoïne est un médicament antiépileptique.

## Mode d'action
La fosphénytoïne est une prodrogue de la phénytoïne qui agit en bloquant les canaux sodiques,.

## Usage médical
La fosphénytoïne est un médicament utilisé pour traiter l'état de mal épileptique et prévenir les crises. Il peut être utilisé à la place de la phénytoïne chez les personnes qui ne peuvent pas prendre de médicaments par voie orale. Le médicament est administré par injection intraveineuse ou intramusculaire.

## Effets secondaires
Les effets secondaires de la fosphénytoïne comprennent des étourdissements, un nystagmus, des démangeaisons, des engourdissements, une somnolence ou une mauvaise coordination. D'autres effets secondaires peuvent inclure une pression artérielle basse, un allongement de l'intervalle QT, un syndrome de Stevens-Johnson, un œdème de Quincke ou des problèmes hépatiques. L'utilisation de ce médicament pendant la grossesse peut nuire au fœtus. 

## Histoire
La fosphénytoïne a été approuvée pour un usage médical aux États-Unis en 1996. Elle est disponible sous forme de médicament générique. Au Royaume-Uni, un flacon de 750 mg coûte au NHS environ 40 livres sterling. Aux États-Unis, ce montant s'élève à environ 24 dollars américains.